# Никомед Римский
Никомед (… — Рим, 90 год) — священномученик Римский. Дни памяти — 15 сентября.
В Риме, на via Nomentana, священномученик Никомед явил свою веру во время похорон святой мученицы Феликолы, отказавшись приносить жертву идолам. По этой причине он был избит палицей со свинцом, отчего позже скончался в мучениях.
Мощи святого находятся в базилике святой Пракседы на Эсквилинском холме.
Римский мартиролог на 15 сентября сообщает:
A Roma, san Nicomede, martire, il cui corpo, sepolto nel cimitero sulla via Nomentana, fu onorato dal papa Bonifacio V con una basilica sepolcrale.
Святого почитают в качестве покровителя фракции Сан-Никомеде коммуны Сальсомаджоре-Терме, где имеется приход, освящённый в его честь. Он также почитаем в деревеньке Грондола, что в области Луниджана.